# ポキプシー (哨戒フリゲート)
ポキプシー (USS Poughkeepsie, PF-26) は、アメリカ海軍の哨戒フリゲート。タコマ級フリゲートの1隻。艦名はニューヨーク州ポキプシーに因む。

## 艦歴
ポキプシーは1943年6月3日にウィスコンシン州スペリオルのウォルター・バトラー造船で起工した。4月15日まではPG-134と呼ばれた。1943年8月12日にフランク・M・ドラン夫人によって命名、進水、海軍に移管され1944年9月6日に艦長Q・M・グリーリー沿岸警備隊中佐の指揮下就役した。
バミューダでの整調後、ポキプシーは10月29日から1945年1月31日までフィラデルフィア海軍造船所で信頼性試験を行った。2月から3月にかけてキューバのグアンタナモ湾へ船団護衛を行い、3月後半にはニューロンドンの沖合で対潜水艦戦訓練を行った。その後も7月3日まで東海岸沿い、ニューヨークからバージニア州ノーフォークの間で対潜哨戒および船団護衛任務に従事した。
7月9日にニューヨーク湾から出航したポキプシーはパナマ運河を通過し、太平洋艦隊司令官に任務の報告を行った。その後、ワシントン州シアトルでソ連海軍への貸与の準備を行った。ポキプシーは1945年10月2日にレンドリース法に基づきソ連海軍に貸与され、EK-27（ЭК-27エーカー・ドヴァーッツァチ・スィェーミ）として任務に就く。ソ連での活動後、ポキプシーは1949年10月31日に横須賀でアメリカ海軍に返還された。
ポキプシーは予備役状態のまま横須賀で保管され、1951年3月23日に天候監視艦の候補に選定される。1953年1月14日、日米船舶貸与協定に基づき第1回貸与艦として警備隊（後の海上自衛隊）に貸与され、「もみ (PF-4)」 として就役した。他に貸与された「くす」、「なら」、「かし」とともに同日付で第1船隊を編成し横須賀地方隊に編入された。「もみ」は1953年8月16日に新編された第2船隊群に司令警備船として編入された。1957年4月1日、第4護衛隊に編入、同年9月1日、艦籍番号がPF-284に変更された。1961年12月1日にアメリカ海軍から除籍、1962年8月28日付で貸与から供与へと変更された。1965年3月31日に退役し保管船（YAC-13）に区分変更され、1970年3月31日に除籍。1971年7月12日にアメリカ海軍に返還された。その後、大韓民国で同型艦の予備部品として解体使用された。